# 印度社会主义团结中心（共产党人）
印度社会主义团结中心（共产党人）（英語：Socialist Unity Centre of India (Communist)，缩写为SUCI(C)）是印度的一个共产主义政党。该党成立于1948年4月24日。该党的创始人是希布达斯·戈什，现任总书记是普罗瓦什·戈什，总部位于加尔各答。该党曾派代表出席国际共产主义研讨会。
该党认为印度是一个资本主义国家，具有垄断资本主义和帝国主义倾向。根据这一分析，该党主张实行“社会主义革命”，而不是“人民民主革命”（印度共产党（马克思主义）主张）、“民族民主革命”（印度共产党主张）或“新民主主义革命”（纳萨尔派主张）。